# نفق داخلي (تشريح)
يمتد الغشاء القاعدي السمعي (Basilar membrane) من الشفة الطبلية لساق الصفيحة الحلزونية (tympanic lip of limb of spiral lamina) إلى العرف القاعدي. ويحتوي على جزئين داخلي وخارجي، الداخلي رقيق ويسمى النفق الداخلي  (أو zona arcuata): وهو يدعم  عضو كورتي.

## وصلات خارجية
- http://www.anatomyatlases.org/MicroscopicAnatomy/Section16/Plate16312.shtml
- http://www3.umdnj.edu/histsweb/lab14/lab14cochlea.html